# A Sign of Affection
A Sign of Affection (ゆびさきと恋々, Yubisaki to Renren) est une série de manga écrite et illustrée par le duo d'auteur Suu Morishita. Elle est prépubliée dans le magazine Dessert de Kōdansha depuis juillet 2019 et compte douze volumes tankōbon en février 2025. La version française est publiée par Akata.
Une adaptation en anime produite par Ajia-do Animation Works est diffusée depuis janvier 2024.

## Synopsis
Yuki est une étudiante en situation de handicap qui, comme beaucoup d'autres, construit son quotidien autour de ses amis, des réseaux sociaux et de ce qu'elle aime. Mais quand un jour, dans le train, elle croise un jeune homme qui voyage à travers le monde, son univers va être chamboulé : ce dernier, bien que trilingue, ne connaît pas la langue des signes. Pourtant, très vite, il manifestera pour elle un intérêt bien particulier... Comment réagira-t-elle face à ce camarade d'université entreprenant et communicatif ?

## Personnages
Yuki Itose (糸瀬 雪, Itose Yuki)
Voix japonaise : Sumire Morohoshi, voix française : Clara Soares
Itsuomi Nagi (波岐 逸臣, Nagi Itsuomi)
Voix japonaise : Yū Miyazaki, voix française : Maxime Hoareau
Ōshi Ashioki (芦沖 桜志, Ashioki Ōshi)
Voix japonaise : Takeo Ōtsuka, voix française : Sébastien Minéo
Kyōya Nagi (波岐 京弥, Nagi Kyōya)
Voix japonaise : Ryōta Ōsaka, voix française : Adrien Larmande
Rin Fujishiro (藤白 りん, Fujishiro Rin)
Voix japonaise : Kaede Hondo, voix française : Cindy Lemineur
Ema Nakazono (中園 エマ, Nakazono Ema)
Voix japonaise : Nao Tōyama
Kokoro Iyanagi (伊柳 心, Iyanagi Kokoro)
Voix japonaise : Tasuku Hatanaka

## Développement
Dans une interview avec Kodansha USA, le duo d'auteurs Suu Morishita a déclaré qu'ils avaient décidé d'avoir comme thème principal la langue des signes car ils étaient tous les deux intéressés par l'idée. Cependant, comme aucun d’eux n’avait beaucoup d’expérience avec celle ci, ils ont mené des recherches. Notamment en lisant des livres sur le sujet, en interrogeant des enseignants de la langue et en demandant à une personne sourde, Yuki Miyazaki, de superviser son utilisation.
En ce qui concerne les illustrations, ils ont décidé d'utiliser les marqueurs marron Copic Multiliner pour les contours et l'encre de couleur du Dr Ph. Martin pour la coloration, car ils estimaient que cela donnait aux illustrations un style « doux et délicat ».

## Médias

### Manga
La série est écrite et illustrée par le duo d'auteurs Suu Morishita. Elle commença à être publiée dans Dessert le 24 juillet 2019. Le 24 juin 2021, il a été annoncé que le manga ferait une pause car l'écrivain et storyboarder donnait naissance à un enfant. Le manga revint en novembre 2021. En février 2025, douze volumes tankōbon avaient été publiés.
La version française est publiée en version physique par Akata depuis mai 2021. En mars 2020, Kodansha USA a annoncé avoir autorisé la publication numérique du manga en anglais. À l'Anime Expo Lite en juillet 2020, ils ont annoncé une sortie imprimée de la série. Plus tard dans le mois, ils ont annoncé qu'ils publieraient numériquement les chapitres de la série en simultané avec la sortie japonaise. K Manga de Kodansha a ajouté la série à son catalogue de publication simultanée en août 2023 après que la série ait été supprimée des services de Kodansha USA en janvier. La série a également été traduite en français par Rosalys et publiée par Akata.

#### Liste des volumes
| no                                                                                  | Japonais          | Japonais          | Français         | Français          |
| no                                                                                  | Date de sortie    | ISBN              | Date de sortie   | ISBN              |
| ----------------------------------------------------------------------------------- | ----------------- | ----------------- | ---------------- | ----------------- |
| 1                                                                                   | 13 décembre 2019  | 978-4-06-518062-4 | 27 mai 2021      | 978-2-38212-025-5 |
| 2                                                                                   | 13 mai 2020       | 978-4-06-519501-7 | 8 juillet 2021   | 978-2-38212-050-7 |
| 3                                                                                   | 13 octobre 2020   | 978-4-06-520971-4 | 9 septembre 2021 | 978-2-38212-071-2 |
| 4                                                                                   | 12 mars 2021      | 978-4-06-522634-6 | 9 décembre 2021  | 978-2-38212-204-4 |
| 5                                                                                   | 13 septembre 2021 | 978-4-06-524820-1 | 5 mai 2022       | 978-2-38212-249-5 |
| 6                                                                                   | 11 mars 2022      | 978-4-06-527138-4 | 13 octobre 2022  | 978-2-38212-281-5 |
| 7                                                                                   | 13 septembre 2022 | 978-4-06-529176-4 | 13 juillet 2023  | 978-2-38212-492-5 |
| Extra : Au Japon, le tome 7 (ISBN 978-4-06-529026-2) est sorti en édition spéciale. |                   |                   |                  |                   |
| 8                                                                                   | 13 février 2023   | 978-4-06-530723-6 | 25 janvier 2024  | 978-2-38212-696-7 |
| 9                                                                                   | 13 juillet 2023   | 978-4-06-531847-8 | 7 mai 2024       | 978-2-38531-349-4 |
| 10                                                                                  | 13 décembre 2023  | 978-4-06-534044-8 | 5 septembre 2024 | 978-2-38531-427-9 |
| 11                                                                                  | 11 juillet 2024   | 978-4-06-536193-1 | 2 janvier 2025   | 978-2-38531-428-6 |
| 12                                                                                  | 13 février 2025   | 978-4-06-538493-0 |                  |                   |

### Comédie musicale
Une adaptation musicale s'est déroulée au Théâtre Honda de Tokyo du 4 au 13 juin 2021. Elle a été réalisée par Maiko Tanaka, avec Sanae Iijima écrivant le scénario, Kiyoko Ogino composant la musique et Kiyomi Maeda chargé de la chorégraphie. Il mettait en vedette Erika Toyohara dans le rôle de Yuki, Takahisa Maeyama dans le rôle d'Itsuomi, Manatsu Hayashi dans le rôle de Rin, Saho Aono dans le rôle d'Ema, Ikeoka Ryōsuke dans le rôle d'Ōshi, Kodai Miyagi dans le rôle de Shin et Ryuji Kamiyama dans le rôle de Kyōya.

### Anime

#### Saison 1
| No | Titre français                        | Titre japonais                        | Titre japonais                        | Date de 1re diffusion |
| No | Titre français                        | Kanji                                 | Rōmaji                                | Date de 1re diffusion |
| -- | ------------------------------------- | ------------------------------------- | ------------------------------------- | --------------------- |
| 1  | Le monde de Yuki                      | 雪の世界                              | Yuki no Sekai                         | 6 janvier 2024        |
| 2  | Vers l'amour                          | 恋々へ                                | Renren e                              | 13 janvier 2024       |
| 3  | Someone is thinking of someone        | Someone is thinking of someone        | Someone is thinking of someone        | 20 janvier 2024       |
| 4  | Le son de ta voix                     | どんな声で                            | Donna Koe de                          | 27 janvier 2024       |
| 5  | Réponse                               | こたえ                                | Kotae                                 | 3 février 2024        |
| 6  | Je voulais te voir                    | ずっと見ていたいって思ってた          | Zutto Miteita Itte Omotteta           | 10 février 2024       |
| 7  | Let me introduce you to my girlfriend | Let me introduce you to my girlfriend | Let me introduce you to my girlfriend | 17 février 2024       |
| 8  | Pas à pas                             | 一歩を                                | Ippo wo                               | 24 février 2024       |
| 9  | Je veux pas rentrer                   | 帰りたくない                          | Kaeritakunai                          | 2 mars 2024           |
| 10 | Le monde d'Ôshi                       | 桜志の世界                            | Oushi no Sekai                        | 9 mars 2024           |
| 11 | Promesse                              | 約束                                  | Yakusoku                              | 16 mars 2024          |
| 12 | Notre monde                           | 私たちの世界                          | Watashitachi no Sekai                 | 23 mars 2024          |

## Réception
La série s'est classée 17e au Next Manga Award 2020. Elle s'est classé neuvième dans l'édition 2021 du Kono Manga ga Sugoi ! le plus important top 20 des mangas pour les lectrices. Cette année-là également, la série fut nommée pour le 45e Prix du manga Kōdansha dans la catégorie shōjo, il a été nommé pour la 46e édition dans la même catégorie en 2022 et pour la 47e édition dans la même catégorie en 2023. Le manga a également été nommé pour le premier prix du manga Ebook Japan. Le manga a également remporté le grand prix du onzième prix du manga An An. Le manga a aussi été nommé pour le 68e Prix Shōgakukan dans la catégorie shōjo.
Sean Gaffney de Manga Bookshelf a fait l'éloge du premier volume, le qualifiant "d'excellent début" et déclarant qu'il voulait en savoir plus. Koiwai de Manga News en a également fait l'éloge. Comme Gaffney et Koiwai, Darkstorm d'Anime UK News a également fait l'éloge du premier volume, en le comparant à A Silent Voice, et en le qualifiant aussi de "magnifiquement dessiné et écrit".

### Édition japonaise
Édition standard
1. 1 2  Tome 1
2. 1 2  Tome 2
3. 1 2  Tome 3
4. 1 2  Tome 4
5. 1 2  Tome 5
6. 1 2  Tome 6
7. 1 2  Tome 7
8. 1 2  Tome 8
9. 1 2  Tome 9
10. 1 2  Tome 10
11. 1 2  Tome 11
12. 1 2  Tome 12

Édition spéciale
1. ↑  Tome 7

### Édition française
1. 1 2  Tome 1
2. 1 2  Tome 2
3. 1 2  Tome 3
4. 1 2  Tome 4
5. 1 2  Tome 5
6. 1 2  Tome 6
7. 1 2  Tome 7
8. 1 2  Tome 8
9. 1 2  Tome 9
10. 1 2  Tome 10
11. 1 2  Tome 11